# Las Vivianas
Las Vivianas är en ort i Mexiko.   Den ligger i kommunen Yautepec och delstaten Morelos, i den sydöstra delen av landet, 60 km söder om huvudstaden Mexico City. Las Vivianas ligger 1 274 meter över havet och antalet invånare är 994.
Terrängen runt Las Vivianas är kuperad åt nordväst, men åt sydost är den platt. Runt Las Vivianas är det mycket tätbefolkat, med 1 056 invånare per kvadratkilometer. Närmaste större samhälle är Jiutepec, 16,7 km väster om Las Vivianas. Omgivningarna runt Las Vivianas är en mosaik av jordbruksmark och naturlig växtlighet.